# Edward William Derrington Bell
O general Edward William Derrington Bell, (Essex, Reino Unido, 18 de maio de 1824 — Belfast, Irlanda do Norte, 10 de novembro de 1879) foi um oficial do Exército britânico.
Em 20 de setembro de 1854. Ele foi capitão do 23º regimento mais tarde Royal Welch Fusiliers durante a Guerra da Criméia.